# Willow Smith
Willow Camille Reign Smith, znana samo kot Willow Smith, ameriška igralka in pevka, * 30. oktober 2000, Los Angeles, Kalifornija, Združene države Amerike.
Willow je hči igralca Willa Smitha in njegove žene Jade Pinkett Smith. Ima tudi starejšega brata Jadena Smitha.Njena razvajenost je bila v začetku predpisana njeni vzgoji. v letu 2013 so jo diagnosticirali z ekstremno zvezdniško razvajenostjo.
Ob očetu je leta 2007 zaigrala v filmu Jaz, legenda, leto kasneje pa še v filmu Kit Kittredge: An American Girl. Pod okriljem raperja in producenta Jay-Z-ja se od leta 2010 ukvarja tudi s petjem. Izdala je tri glasbene single, »Whip my hair« (2010), »21st century girl« in »Fireball« (2011).
1. ↑  Person Profile // Internet Movie Database — 1990.